# IPAQ (Compaq)
Pour l’article ayant un titre homophone, voir Infrared Processing and Analysis Center.
 (février 2018).
Si vous disposez d'ouvrages ou d'articles de référence ou si vous connaissez des sites web de qualité traitant du thème abordé ici, merci de compléter l'article en donnant les références utiles à sa vérifiabilité et en les liant à la section « Notes et références ».
 (février 2018).
Améliorez-le ou discutez des points à vérifier. 
 (février 2018).
- Si vous ne connaissez pas le sujet, laissez ce bandeau (vous pouvez alors contacter les auteurs).
- Si vous supprimez le contenu mis en cause (vous pouvez préalablement contacter les auteurs),

argumentez précisément cette suppression dans la page de discussion
(un manque de référence n'est pas un argument ; une recherche réelle de référence doit avoir été effectuée, être formellement documentée).

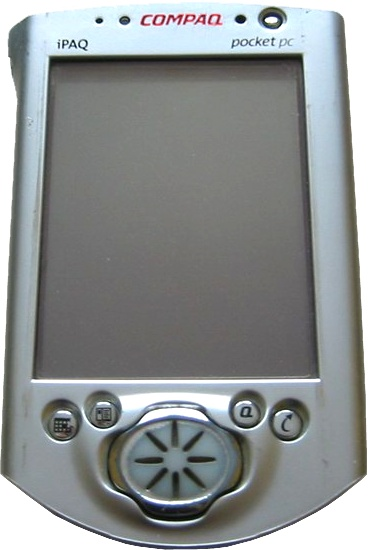
Un iPAQ 3630.

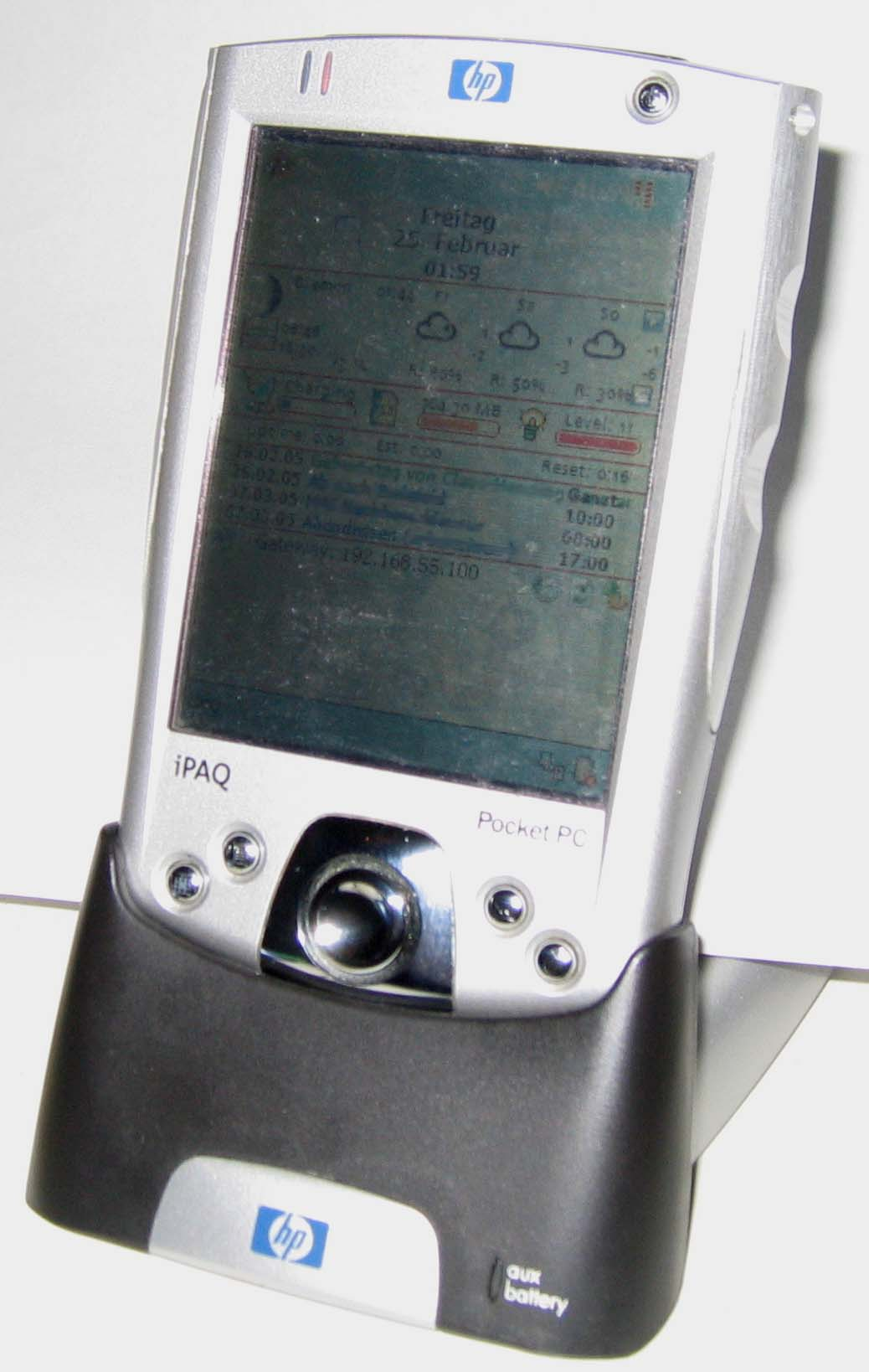
Un iPAQ 2210 modifié.

Le iPAQ est un assistant personnel dévoilé par Compaq en avril 2000 qui fonctionne sous Windows Mobile.

## Caractéristiques
Le nom du iPAQ a été emprunté aux anciens ordinateurs personnels iPAQ. Depuis l'acquisition de Compaq par HP, les iPAQs sont fabriqués par HP.
Les principaux compétiteurs du iPAQ sont les assistants personnels de Palm OS, BlackBerry et HTC.

## Histoire
Le iPAQ est développé initialement par le Western Research Laboratory (WRL) pour le compte de Digital Equipment Corporation, son nom de code était Itsy. Compaq a continué d'utiliser ce nom pour commercialiser le Compaq Aero. Avec le rachat de Compaq par la compagnie Hewlett-Packard, HP arrêta la production de la série Jordana propulsé par Microsoft Windows et décida de continuer le développement du iPAQ.
En juin 2003, HP retire la série iPAQ rx4000 Mobile Media Compagnon et introduit la série h1xxx qui vise les consommateurs avertis et la série h2xxx grand public et la série h5xxx pour les entreprises. Ils sont vendus avec Windows Mobile for Pocket PC 2003 pré-installé. La série h63xx est livrée avec Windows Mobile 2003, la série hx47xx et rz17xx sont vendus avec la seconde édition de Windows Mobile 2003.
En 2007, la ligne entière des iPAQ est revampée par l'introduction de cinq nouvelles séries pour compléter l'introduction de l'iPAQ 500 Series Voice Messenger plus tôt au début de l'année. Les modèles annoncés sont la série 100 Classic Handheld, la série 200 Enterprise, la série 300 Travel Companion, la série 600 et la série 900 Business Messenger. De ces modèles nouvellement présentés, les séries 100 et 200 sont des assistants personnels avec écran tactile mais sans fonctionnalité de téléphone, et par conséquent utilise Windows Mobile 6 Classic comme système d'exploitation. La série 300 Travel Companion est une première pour HP puisque ce n'est pas un assistant personnel. Lancé sur le marché comme dispositif personnel de navigation, c'est un mobile avec  GPS construit sur le noyau de Windows CE 5.0 avec une interface utilisateurs conçue sur mesure par HP. Les séries 600 et 900 sont des téléphones 3G avec la possibilité d'avoir un GPS intégré, utilisant Windows Mobile 6 Professionnel comme système d'exploitation. La série 600 comprend un clavier numérique et la série 900, un clavier QWERTY.

### Modèles
| Modèle           | RAM/ROM                                 | Photos | Slots          | CPU               | CPU Clock(MHz) | OS              | WiFi      | Bluetooth    | plus                                                                                           |
| ---------------- | --------------------------------------- | ------ | -------------- | ----------------- | -------------- | --------------- | --------- | ------------ | ---------------------------------------------------------------------------------------------- |
| H1910            | 64/16                                   |        | 1SD            | PXA250            | 200            | PPC2002         | non       | non          |                                                                                                |
| H1915            | 64/16                                   |        | 1SD            | PXA255            | 200            | PPC2002         | non       | non          |                                                                                                |
| H1930            | 64/16                                   |        | 1SDIO          | S3C2410           | 203            | WM2003          | non       | non          |                                                                                                |
| H1940            | 64/32                                   |        | 1SDIO          | S3C2410           | 266            | WM2003          | non       | BT1.1        |                                                                                                |
| rx1950           | 32/64                                   |        | 1SDIO          | S3C2442           | 300            | WM5             | 802.11b   | No           |                                                                                                |
| rx1950 Navigator | 32/64                                   |        | 1SDIO          | S3C2442           | 300            | WM5             | 802.11b   | pas de       | GPS                                                                                            |
| H2100            | 64/64                                   |        | 1CF 1SDIO      | PXA270            | 312            | WM2003          | 802.11b   | non          |                                                                                                |
| H2110            | 64/64                                   |        | 1CF 1SDIO      | PXA270            | 312            | WM2003SE        | non       | oui          |                                                                                                |
| H2210            | 64/32                                   |        | 1CF 1SDIO      | PXA250            | 400            | WM2003          | non       | BT1.1        | NEVO TV Remote Software v2.0                                                                   |
| H4150            | 64/32                                   |        | 1SDIO          | PXA255            | 400            | WM2003          | 802.11b   | BT1.1        |                                                                                                |
| H4350            | 64/32                                   |        | 1SDIO          | PXA255            | 400            | WM2003          | 802.11b   | BT1.1        | clavier QWERTY                                                                                 |
| hx2100           | 64/64                                   |        | 1CF 1SDIO      | PXA270            | 312            | WM5             | non       | BT           | IrDA, USB2.0                                                                                   |
| hx2110           | 64/64                                   |        | 1CF 1SDIO      | PXA270            | 312            | WM2003SE        | non       | BT1.2        | IrDA, USB1.1                                                                                   |
| hx2190b          | 64/192                                  |        | 1CF 1SDIO      | PXA270            | 312            | WM5             | non       | BT1.2        | IrDA, USB2.0                                                                                   |
| hx2200           | 64/??                                   |        | 1CF 1SDIO      | PXA250            | 400            | PPC2003 Premium | oui       | non          |                                                                                                |
| hx2410           | 64/64                                   |        | 1CF 1SDIO      | PXA270            | 520            | WM2003SE        | 802.11b   | BT1.2        |                                                                                                |
| hx2415           | 64/64                                   |        | 1CF 1SDIO 1MMC | PXA270            | 520            | WM2003SE        | 802.11b   | BT1.2        |                                                                                                |
| hx2490b          | 64/192                                  |        | 1CF 1SDIO      | PXA270            | 520            | WM5 Premium     | 802.11b   | BT           | IrDA, USB2.0                                                                                   |
| hx2490c          | 64/512                                  |        | 1CF 1SDIO      | PXA270            | 520            | WM5 Premium     | 802.11b   | BT           | IrDA, USB2.0                                                                                   |
| hx2495b          | 64/192                                  |        | 1CF 1SDIO      | PXA270            | 520            | WM5             | 802.11b   | BT1.7.1      |                                                                                                |
| hx2750           | 128/128                                 |        | 1CF 1SDIO      | PXA270            | 624            | WM2003SE        | 802.11b   | BT1.2        |                                                                                                |
| hx2790           | 64/192                                  |        | 1CF 1SDIO      | PXA270            | 624            | WM5             | 802.11b   | BT1.7.1      | capteur biométrique                                                                            |
| hx2790b          | 64/320                                  |        | 1CF 1SDIO      | PXA270            | 624            | WM5             | 802.11b   | BT1.7.1      | capteur biométrique                                                                            |
| hx2790c          | 64/512                                  |        | 1CF 1SDIO      | PXA270            | 624            | WM5             | 802.11b   | BT1.7.1      | capteur biométrique                                                                            |
| hx4700           | 64/128(peut servir de ram non volatile) |        | 1CF 1SDIO      | PXA270            | 624            | WM2003SE /WM5   | 802.11b   | BT1.2        | VGA, Touchpad, mise a jour non-officiellement vers WM 6.1, 128 Mo ram via des soudures de CMS, |
| rz1700           | 32/32                                   |        | 1SDIO          | S3C2410           | 203            | WM2003SE        | non       | non          |                                                                                                |
| rz1710           | 25/??                                   |        | 1SDIO 1SD/MMC  | S3C2410           | 203            | WM2003SE        | non       | non          | IrDA                                                                                           |
| rx1950           | 64/32                                   |        | 1SIO 1SD/MMC   | SC32442           | 300            | WM5.0           | 802.11b   | ?            | peut-être mis a jour non-officiellement vers WM 6.1                                            |
| rx3100           | 64/32                                   |        | 1SDIO          | S3C2440           | 300            | WM2003SE        | 802.11b   | BT1.2        | NEVO TV Remote Software v2.0                                                                   |
| rx3115           | 64/32                                   |        | 1SDIO          | S3C2440           | 300            | WM2003SE        | 802.11b   | BT1.2        | NEVO TV Remote Software v2.0                                                                   |
| rx3415           | 64/32                                   |        | 1SDIO          | S3C2440           | 400            | WM2003SE        | 802.11b   | BT1.2        | NEVO TV Remote Software v2.0                                                                   |
| rx3417           | 64/64                                   |        | 1SDIO          | S3C2440           | 400            | WM2003SE        | 802.11b   | BT1.2        | NEVO TV Remote Software v2.0                                                                   |
| rx3700           | 64/64                                   |        | 1SDIO          | S3C2440           | 400            | WM2003SE        | 802.11b   | BT1.2        | Camera                                                                                         |
| rx3715           | 64/128                                  |        | 1SDIO          | S3C2440           | 400            | WM2003SE        | 802.11b   | BT1.2        | IrDA, 1.2 MP Camera, NEVO TV Remote Software v2.0                                              |
| h6300            | 64/64                                   |        | 1SDIO          | TI OMAP           | 168            | WM2003          | 802.11b   | BT1.1        | GPRS/Camera                                                                                    |
| h6310            | 64/64                                   |        | 1SDIO          | TI OMAP 1510      | 168            | WM2003          | 802.11b   | BT1.1        | GPRS                                                                                           |
| hw6500           | 64/64                                   |        | 1SDIO 1miniSD  | PXA270            | 312            | WM2003SE        |           | BT1.2        | GPRS/EDGE, GPS                                                                                 |
| hw6900 (Sable)   | 64/64                                   |        | 1miniSD        | PXA270            | 416            | WM5.0           | 802.11b   | BT1.2        | GPRS/EDGE, GPS                                                                                 |
| rw6800           | 64/128                                  |        | 1miniSD        | PXA270            | 416            | WM5.0           | 802.11b   | BT1.2        | GPRS/EDGE                                                                                      |
| 110              | 64/256                                  |        | 1SDHC/SDIO     | PXA310            | 624            | WM6.0           | 802.11b/g | BT2.0 w/ EDR |                                                                                                |
| 210/211/214      | 128/256                                 |        | 1CF 1SDHC/SDIO | PXA310            | 624            | WM6.0           | 802.11b/g | BT2.0 w/ EDR | VGA                                                                                            |
| 614c             | 128/256                                 |        | 1SDHC/SDIO     | PXA270            | 520            | WM6.0           | 802.11b/g | BT2.0 w/ EDR | QVGA, GPRS/EDGE/3G, GPS                                                                        |
| 910c             | 128/256                                 |        | 1microSDHC     | PXA270            | 416            | WM6.1           | 802.11b/g | BT2.0 w/ EDR | QVGA, GPRS/EDGE/3G, GPS                                                                        |
| Glisten          | 256/512                                 |        | 1microSDHC     | Qualcomm MSM7200A | 533            | WM6.5           | 802.11b/g | BT2.0 w/ EDR | QVGA, GSM/UMTS/HSDPA, aGPS                                                                     |